# Pekka Haavisto
Pekka Haavisto, né le 23 mars 1958 à Helsinki, est un homme politique finlandais, membre de la Ligue verte (Vihr).

## Biographie

### Parcours politique
Pekka Haavisto fait partie des membres fondateurs de la Ligue verte, qu'il dirige à deux reprises. A la fin des années 1970, il était présent dans les mouvements de défense de l'environnement qui émergent alors en Finlande.
Il est membre du Parlement pour la circonscription d'Helsinki de 1987 à 1995 et depuis 2007, ainsi que président de son parti entre 1993 et 1995, poste qu'il occupe de nouveau de novembre 2018 à juin 2019.
Il intègre le gouvernement finlandais pour la première fois en tant que ministre de l'Environnement dans le premier gouvernement de Paavo Lipponen, entre 1995 et 1999.
Candidat  à l'élection présidentielle finlandaise de 2012 pour la Ligue verte, il se qualifie pour le second tour, mais il est finalement battu par Sauli Niinistö.
Le 17 octobre 2013, il remplace Heidi Hautala au poste de ministre de la Coopération pour le développement. Il demeure à ce poste jusqu'au 26 septembre 2014, date à laquelle son parti décide de quitter le gouvernement.
De nouveau candidat lors de l'élection présidentielle de 2018, il obtient 12,4% des voix. 
Le 6 juin 2019, il devient ministre des Affaires étrangères dans le gouvernement dirigé par Antti Rinne et garde son poste dans le gouvernement de Sanna Marin. 
En 2022, en tant que ministre des Affaires étrangères, il joue un rôle décisif dans l'adhésion de la Finlande à l'OTAN.
En 2024, il est à nouveau candidat à l'élection présidentielle. Cette fois, il se présente en candidat libre bien qu'il soit soutenu par les Verts.  Le premier tour aboutit à un ballottage entre lui, arrivé deuxième position pour la troisième fois consécutive, et Alexander Stubb issu  du Parti de la coalition nationale (Kok), comme le président sortant, Sauli Niinistö. Premier candidat homosexuel à ce poste, il perd face à son rival en totalisant 48,4 % des voix au second tour.

### Vie privée
En 2024, Pekka Haavisto vivait depuis une vingtaine d'années avec Antonio Flores, un Équatorien installé en Finlande, avec lequel il a établi un partenariat enregistré (rekisteröity parisuhde).
Il est végétarien.